# Governador Valadares
Governador Valadares este un oraș în Minas Gerais (MG), Brazilia.